# Émile Bertrand
Émile Bertrand (* 1844; † 1909) war ein französischer Mineraloge und Bergbauingenieur.
Bertrand stammte aus einer wohlhabenden Familie und studierte nach einigen Jahren auf Reisen ab 1869 an der École des Mines de Paris. Danach lebte er als Mineralienhändler und Sammler in Paris (er hatte ein Comptoir mineralogique).
Er veröffentlichte Aufsätze und Bücher über Mineralogie und entwickelte 1870 eines der frühesten, speziell für die Petrographie zugeschnittenen Mikroskope. Daneben veröffentlichte er unter anderem über die Anwendung des Mikroskops in der Mineralogie (1878) und das Refraktometer (1885) und übersetzte die Geschichte der Mechanik von Ernst Mach ins Französische (1904).
Er war einer der Gründer der französischen mineralogischen Gesellschaft.

## Ehrungen
Bertrand war Ehrenmitglied der Mineralogical Society of Great Britain and Ireland.
1883 benannte Augustin Alexis Damour ein von ihm beschriebenes Mineral zu Ehren von Bertrand als Bertrandit.
Zusammen mit Giovanni Battista Amici ist Bertrand Namensgeber der „Bertrand-Amici-Linsen“ (auch „Bertrand-Linsen“), die in der Mikroskopie als ein- und ausschaltbare Hilfslinsen bei Polarisationsmikroskopen eingesetzt werden.